# Heligmomerus garoensis
Espèce
Synonymes
- Acanthodon garoensis Tikader, 1977
- Idiops garoensis (Tikader, 1977)

Heligmomerus garoensis est une espèce d'araignées mygalomorphes de la famille des Idiopidae.

## Distribution
Cette espèce est endémique d'Inde. Elle se rencontre au Meghalaya et au Bengale-Occidental.

## Description
Le mâle étudié par Sen, Saha et Raychaudhuri en 2012 mesure 10,40 mm.

## Étymologie
Son nom d'espèce, composé de garo et du suffixe latin -ensis, « qui vit dans, qui habite », lui a été donné en référence au lieu de sa découverte, les Garo Hills.

## Publication originale
- Tikader, 1977 : Studies on some mygalomorph spiders of the families Ctenizidae and Theraphosidae from India. Journal of the Bombay Natural History Society, vol. 74, p. 306-319.